# Kishore Kumar
Kishore Kumar (Abhas Gangauly), född 4 augusti 1929, död 13 oktober 1987, var en indisk sångare, vars huvudsakliga verksamhet var att agera playbacksångare vid filmen, där han sjöng på hindi, bengali och marathi, ofta i par med Lata Mangeshkar eller Asha Bhosle. Kumar gjorde även en del roller som filmskådespelare, och var även filmproducent och kompositör.